# Lista episoadelor din La Limita Imposibilului (serial din 1995)
Aceasta este lista episoadelor din serialul revitalizat La Limita Imposibilului care a avut 7  sezoane și premiera TV între 1995 - 2002:

## Prezentare generală
| Sezonul | Sezonul | Episoade | Episoade | Premiera TV      | Premiera TV       | Premiera TV |
| Sezonul | Sezonul | Episoade | Episoade | Prima transmisie | Ultima transmisie | Reţea       |
| ------- | ------- | -------- | -------- | ---------------- | ----------------- | ----------- |
|         | 1       | 21       | 21       | 26 martie 1995   | 20 august 1995    | Showtime    |
|         | 2       | 22       | 22       | 14 ianuarie 1996 | 4 august 1996     | Showtime    |
|         | 3       | 18       | 18       | 19 ianuarie 1997 | 25 iulie 1997     | Showtime    |
|         | 4       | 26       | 26       | 23 ianuarie 1998 | 18 decembrie 1998 | Showtime    |
|         | 5       | 22       | 22       | 22 ianuarie 1999 | 20 august 1999    | Showtime    |
|         | 6       | 21       | 21       | 21 ianuarie 2000 | 3 septembrie 2000 | Showtime    |
|         | 7       | 22       | 22       | 16 martie 2001   | 18 ianuarie 2002  | Sci Fi      |

## Sezonul 1 (1995)
| #   | Titlu                               | Regizor                    | Scenarist                                                    | Premiera        |
| --- | ----------------------------------- | -------------------------- | ------------------------------------------------------------ | --------------- |
| 1-2 | „The Sandkings (Regii nisipurilor)” | Stuart Gillard             | Melinda M. Snodgrass (După o lucrare de George R. R. Martin) | 26 martie 1995  |
| 3   | „Valerie 23”                        | Timothy Bond               | Jonathan Glassner                                            | 31 martie 1995  |
| 4   | „Blood Brothers”                    | Tibor Takacs               | Brad Wright                                                  | 7 aprilie 1995  |
| 5   | „Second Soul”                       | Paul Lynch                 | Alan Brennert                                                | 14 aprilie 1995 |
| 6   | „White Light Fever”                 | Tibor Takacs               | David Kemper                                                 | 21 aprilie 1995 |
| 7   | „The Choice”                        | Mark Sobel                 | Ann Lewis Hamilton                                           | 28 aprilie 1995 |
| 8   | „Virtual Future”                    | Joseph Scanlan             | Shawn Alex Thompson                                          | 5 mai 1995      |
| 9   | „Living Hell”                       | Graeme Campbell            | Pen Densham și Melinda Snodgrass                             | 12 mai 1995     |
| 10  | „Corner of the Eye”                 | Stuart Gillard             | David Schow                                                  | 19 mai 1995     |
| 11  | „Under the Bed”                     | Rene Bonniere              | Lawrence Meyers                                              | 26 mai 1995     |
| 12  | „Dark Matters”                      | Paul Lynch                 | Alan Brennert                                                | 2 iunie 1995    |
| 13  | „The Conversion”                    | Rebecca De Mornay          | Brad Wright                                                  | 9 iunie 1995    |
| 14  | „Quality of Mercy”                  | Brad Turner                | Brad Wright                                                  | 16 iunie 1995   |
| 15  | „The New Breed”                     | Mario Azzopardi            | Grant Rosenberg                                              | 23 iunie 1995   |
| 16  | „The Voyage Home”                   | Tibor Takacs               | Grant Rosenberg                                              | 30 iunie 1995   |
| 17  | „Caught in the Act”                 | Mario Azzopardi            | Grant Rosenberg                                              | 1 iulie 1995    |
| 18  | „The Message”                       | Joseph Scanlan             | Brad Wright                                                  | 16 iulie 1995   |
| 19  | „I, Robot”                          | Adam Nimoy și Tibor Takacs | Brad Wright (Bazat pe o povestire de Eando Binder)           | 23 iulie 1995   |
| 20  | „If These Walls Could Talk”         | Tibor Takacs               | Manny Coto și Eric Estrin                                    | 30 iulie 1995   |
| 21  | „Birthright”                        | William Fruet              | Michael Berlin și Eric Estrin                                | 13 august 1995  |
| 22  | „The Voice of Reason”               | Neil Fearnley              | Brad Wright                                                  | 20 august 1995  |

## Sezonul 2 (1996)
| #  | Titlu                 | Regizor           | Scenarist                                           | Premiera          |
| -- | --------------------- | ----------------- | --------------------------------------------------- | ----------------- |
| 1  | „Stitch in Time”      | Mario Azzopardi   | Steven Barnes                                       | 14 ianuarie 1996  |
| 2  | „Resurrection”        | Mario Azzopardi   | Jonathan Walker și Chris Dickie                     | 14 ianuarie 1996  |
| 3  | „Unnatural Selection” | Joseph Scanlan    | Eric A. Morris                                      | 19 ianuarie 1996  |
| 4  | „I Hear You Calling”  | Mario Azzopardi   | Katherine Weber                                     | 26 ianuarie 1996  |
| 5  | „Mind Over Matter”    | Mario Azzopardi   | Steven Barnes                                       | 2 februarie 1996  |
| 6  | „Beyond the Veil”     | Chris Brancato    | Allan Eastman                                       | 9 februarie 1996  |
| 7  | „First Anniversary”   | Brad Turner       | Richard Matheson, Jon Cooksey și Ali Marie Matheson | 16 februarie 1996 |
| 8  | „Straight and Narrow” | Joseph Scanlan    | Joel Metzger                                        | 23 februarie 1996 |
| 9  | „Trial by Fire”       | Jonathan Glassner | Brad Wright                                         | 1 martie 1996     |
| 10 | „Worlds Apart”        | Brad Turner       | Chris Dickie                                        | 22 martie 1996    |
| 11 | „The Refuge”          | Ken Girotti       | Alan Brennert                                       | 5 aprilie 1996    |
| 12 | „Inconstant Moon”     | Joseph Scanlan    | Larry Niven                                         | 12 aprilie 1996   |
| 13 | „From Within”         | Neil Fearnley     | Jonathan Glassner                                   | 28 aprilie 1996   |
| 14 | „The Heist”           | Brad Turner       | Steven Barnes                                       | 5 mai 1996        |
| 15 | „Afterlife”           | Mario Azzopardi   | John F. Whelpley                                    | 19 mai 1996       |
| 16 | „The Deprogrammers”   | Joseph Scanlan    | James Crocker                                       | 26 mai 1996       |
| 17 | „Paradise”            | Mario Azzopardi   | Jonathan Walker și Chris Dickie                     | 16 iunie 1996     |
| 18 | „The Light Brigade”   | Michael Keusch    | Brad Wright                                         | 23 iunie 1996     |
| 19 | „Falling Star”        | Ken Girotti       | Alan Brennert                                       | 30 iunie 1996     |
| 20 | „Out of Body”         | Ken Girotti       | Mario Azzopardi                                     | 14 iulie 1996     |
| 21 | „Vanishing Act”       | Jonathan Glassner | Chris Dickie                                        | 21 iulie 1996     |
| 22 | „The Sentence”        | Joseph Scanlan    | Melissa Rosenberg                                   | 4 august 1996     |

## Sezonul 3 (1997)
| #  | Titlu                              | Regizor            | Scenarist                           | Premiera          |
| -- | ---------------------------------- | ------------------ | ----------------------------------- | ----------------- |
| 1  | „Bits of Love”                     | Neil Fearnley      | James Crocker                       | 19 ianuarie 1997  |
| 2  | „Second Thoughts”                  | Mario Azzopardi    | Sam Egan                            | 19 ianuarie 1997  |
| 3  | „Re-generation”                    | Brenton Spencer    | Tom J. Astle                        | 24 ianuarie 1997  |
| 4  | „Last Supper”                      | Helen Shaver       | Scott Shepherd                      | 31 ianuarie 1997  |
| 5  | „Stream of Consciousness”          | Joe Nimziki        | David Shore                         | 7 februarie 1997  |
| 6  | „Dark Rain”                        | Mario Azzopardi    | David Braff                         | 14 februarie 1997 |
| 7  | „The Camp”                         | Jonathan Glassner  | Brad Wright                         | 21 februarie 1997 |
| 8  | „Heart's Desire”                   | Mario Azzopardi    | Alan Brennert                       | 28 februarie 1997 |
| 9  | „Tempests”                         | Mario Azzopardi    | Hart Hanson                         | 7 martie 1997     |
| 10 | „Awakening”                        | George Bloomfield  | James Crocker                       | 14 martie 1997    |
| 11 | „New Lease”                        | Jason Priestley    | Sam Egan                            | 21 martie 1997    |
| 12 | „Double Helix”                     | Mario Azzopardi    | Jonathan Glassner                   | 28 martie 1997    |
| 13 | „Dead Man's Switch”                | Jeff Woolnough     | B. Richardson                       | 4 aprilie 1997    |
| 14 | „Music of the Spheres”             | David Warry-Smith  | Steven Barnes                       | 9 mai 1997        |
| 15 | „The Revelations of Becka Paulson” | Steven Weber       | Brad Wright, Stephen King (poveste) | 6 iunie 1997      |
| 16 | „Bodies of Evidence”               | Melvin Van Peebles | Chris Dickie                        | 20 iunie 1997     |
| 17 | „Feasibility Study”                | Ken Girotti        | Joseph Stefano                      | 11 iulie 1997     |
| 18 | „A Special Edition”                | Mario Azzopardi    | Naren Shankar                       | 25 iulie 1997     |

## Sezonul 4 (1998)
| #  | Titlu                   | Regizor           | Scenarist                                                 | Premiera          |
| -- | ----------------------- | ----------------- | --------------------------------------------------------- | ----------------- |
| 1  | „Criminal Nature”       | Steve Anker       | Brad Markowitz                                            | 23 ianuarie 1998  |
| 2  | „The Hunt”              | Mario Azzopardi   | Sam Egan                                                  | 30 ianuarie 1998  |
| 3  | „Hearts and Minds”      | Brad Turner       | Naren Shankar                                             | 6 februarie 1998  |
| 4  | „In Another Life”       | Allan Eastman     | Naren Shankar, Brad Wright, Naren Shankar, Chris Brancato | 16 februarie 1998 |
| 5  | „In The Zone”           | David Warry-Smith | Jon Povill (poveste), Naren Shankar (scenariu)            | 20 februarie 1998 |
| 6  | „Relativity Theory”     | Ken Girotti       | Carleton Eastlake                                         | 27 februarie 1998 |
| 7  | „Josh”                  | Jorge Montesi     | Chris Ruppenthal                                          | 6 martie 1998     |
| 8  | „Rite of Passage”       | Jimmy Kaufman     | Chris Dickie                                              | 13 martie 1998    |
| 9  | „Glyphic”               | Catherine O'Hara  | Naren Shankar                                             | 20 martie 1998    |
| 10 | „Identity Crisis”       | Brad Turner       | James Crocker                                             | 27 martie 1998    |
| 11 | „The Vaccine”           | Neil Fearnley     | Brad Wright                                               | 3 aprilie 1998    |
| 12 | „Fear Itself”           | James Head        | Sam Egan                                                  | 10 aprilie 1998   |
| 13 | „The Joining”           | Brad Turner       | Sam Egan                                                  | 17 aprilie 1998   |
| 14 | „To Tell the Truth”     | Neil Fearnley     | Brad Wright                                               | 24 aprilie 1998   |
| 15 | „Mary 25”               | James Head        | Jonathan Glassner                                         | 29 mai 1998       |
| 16 | „Final Exam”            | Mario Azzopardi   | Carleton Eastlake                                         | 5 iunie 1998      |
| 17 | „Lithia”                | Helen Shaver      | Sam Egan                                                  | 3 iulie 1998      |
| 18 | „Monster”               | Allan Eastman     | Chris Ruppenthal                                          | 10 iulie 1998     |
| 19 | „Sarcophagus”           | Jeff Woolnough    | Bill Froehlich                                            | 7 august 1998     |
| 20 | „Nightmare”             | James Head        | Sam Egan                                                  | 14 august 1998    |
| 21 | „Promised Land”         | Neill Fearnley    | Brad Markowitz, Brad Wright                               | 21 august 1998    |
| 22 | „Balance of Nature”     | Steve Johnson     | Derek Lowe                                                | 4 septembrie 1998 |
| 23 | „The Origin of Species” | Brad Turner       | Naren Shankar                                             | 27 noiembrie 1998 |
| 24 | „Phobos Rising”         | Helen Shaver      | Garth Gerald Wilson                                       | 4 decembrie 1998  |
| 25 | „Black Box”             | Steven Webber     | Brad Markowitz                                            | 11 decembrie 1998 |
| 26 | „In Our Own Image”      | Steve Anker       | Naren Shankar                                             | 18 decembrie 1998 |

## Sezonul 5 (1999)
| #  | Titlu                           | Regizor              | Scenarist                                                           | Premiera          |
| -- | ------------------------------- | -------------------- | ------------------------------------------------------------------- | ----------------- |
| 1  | „Alien Radio”                   | Neill Fearnley       | Alan Katz                                                           | 22 ianuarie 1999  |
| 2  | „Donor”                         | Jimmy Kaufman        | Sam Egan                                                            | 29 ianuarie 1999  |
| 3  | „Small Friends”                 | Neill Fearnley       | Tom Szollosi                                                        | 5 februarie 1999  |
| 4  | „The Grell”                     | Jorge Montesi        | Jeff King                                                           | 12 februarie 1999 |
| 5  | „The Other Side”                | Jeff Woolnough       | Bruce Lacey                                                         | 19 februarie 1999 |
| 6  | „Joyride”                       | James Head           | Sam Egan, David Alexander și Dan Wright                             | 26 februarie 1999 |
| 7  | „The Human Operators”           | Jeff Woolnough       | Naren Shankar (scenariu), Harlan Ellison și A.E. van Vogt (poveste) | 12 martie 1999    |
| 8  | „Blank Slate”                   | Lou Diamond Phillips | Will Dixon                                                          | 2 aprilie 1999    |
| 9  | „What Will The Neighbors Think” | Helen Shaver         | A L Katz                                                            | 23 aprilie 1999   |
| 10 | „The Shroud”                    | Stuart Gillard       | Pen Dansham, Scott Peters                                           | 30 aprilie 1999   |
| 11 | „Ripper”                        | Mario Azzopardi      | Chris Ruppenthal                                                    | 7 mai 1999        |
| 12 | „Tribunal”                      | Mario Azzopardi      | Sam Egan                                                            | 14 mai 1999       |
| 13 | „Summit”                        | James Head           | Scott Peters                                                        | 21 mai 1999       |
| 14 | „Descent”                       | Steve Anker          | Erik Saltzgaber                                                     | 25 iunie 1999     |
| 15 | „The Haven”                     | Jimmy Kaufman        | James Crocker                                                       | 2 iulie 1999      |
| 16 | „Deja Vu”                       | Brian Giddens        | A L Katz, Naren Shankar                                             | 9 iulie 1999      |
| 17 | „The Inheritors”                | Mike Rohl            | Sam Egan                                                            | 16 iulie 1999     |
| 18 | „Essence of Life”               | Brad Turner          | Steven Weber, Scott Peters                                          | 23 iulie 1999     |
| 19 | „Stranded”                      | Steve Anker          | Chris Ruppenthal, Naren Shankar, Tom Szollosi                       | 30 iulie 1999     |
| 20 | „Fathers and Sons”              | Michael Robison      | William Mikulak, A L Katz                                           | 6 august 1999     |
| 21 | „Star Crossed”                  | Helen Shaver         | Chris Ruppenthal                                                    | 13 august 1999    |
| 22 | „Better Luck Next Time”         | Martin Cummins       | Naren Shankar                                                       | 20 august 1999    |

## Sezonul 6 (2000)
| #  | Titlu                   | Regizor             | Scenarist                                         | Premiera          |
| -- | ----------------------- | ------------------- | ------------------------------------------------- | ----------------- |
| 1  | „Judgment Day”          | Brad Turner         | A L Katz și Scott Nimerfro                        | 21 ianuarie 2000  |
| 2  | „The Gun”               | Jeff Woolnough      | Sam Egan                                          | 28 ianuarie 2000  |
| 3  | „Skin Deep”             | Dan Ireland         | Scott Peters                                      | 4 februarie 2000  |
| 4  | „Manifest Destiny”      | Brad Turner         | Lawrence Meyers, Mark Stern, Geoffrey Hollands    | 11 februarie 2000 |
| 5  | „Breaking Point”        | Neill Fearnley      | Grant Rosenberg                                   | 18 februarie 2000 |
| 6  | „The Beholder”          | Jeff Woolnough      | Sam Egan                                          | 25 februarie 2000 |
| 7  | „Seeds of Destruction”  | Steve Anker         | Chris Ruppenthal                                  | 3 martie 2000     |
| 8  | „Simon Says”            | Helen Shaver        | Scott Peters                                      | 10 martie 2000    |
| 9  | „Stasis”                | Brian Giddens       | Lawrence Meyers                                   | 14 aprilie 2000   |
| 10 | „Down to Earth”         | Mike Rohl           | A L Katz și Scott Nimerfro                        | 21 aprilie 2000   |
| 11 | „Inner Child”           | Ken Girotti         | Grant Rosenberg                                   | 28 aprilie 2000   |
| 12 | „Glitch”                | Mike Rohl           | Michael Burman și Ron Greenstein                  | 5 mai 2000        |
| 13 | „Decompression”         | Jorge Montesi       | Brad Wright, James Crocker                        | 30 iunie 2000     |
| 14 | „Abaddon”               | Steve Anker         | A L Katz, Scott Nimerfro                          | 7 iulie 2000      |
| 15 | „The Grid”              | Charles Winkler     | Duncan Kennedy                                    | 14 iulie 2000     |
| 16 | „Revival”               | Michael Robison     | Chris Ruppenthal (poveste), Mark Stern (scenariu) | 21 iulie 2000     |
| 17 | „Gettysburg”            | Mario Azzopardi     | Sam Egan                                          | 28 iulie 2000     |
| 18 | „Something About Harry” | Brent-Karl Clackson | Grant Rosenberg                                   | 4 august 2000     |
| 19 | „Zig Zag”               | James Head          | A L Katz, Nora O'Brien                            | 11 august 2000    |
| 20 | „Nest”                  | Scott Peters        | Scott Peters                                      | 18 august 2000    |
| 21 | „Final Appeal, Part 1”  | Jimmy Kaufman       | Sam Egan                                          | 3 septembrie 2000 |
| 22 | „Final Appeal, Part 2”  | Jimmy Kaufman       | Sam Egan                                          | 3 septembrie 2000 |

## Sezonul 7 (2001–2002)
| #  | Titlu                   | Regizor                      | Scenarist                             | Premiera           |
| -- | ----------------------- | ---------------------------- | ------------------------------------- | ------------------ |
| 1  | „Family Values”         | Mike Rohl                    | James Crocker                         | 16 martie 2001     |
| 2  | „Patient Zero”          | Mario Azzopardi              | James Crocker                         | 23 martie 2001     |
| 3  | „A New Life”            | Mario Azzopardi              | Mark Stern                            | 30 martie 2001     |
| 4  | „The Surrogate”         | Ken Girotti                  | A L Katz                              | 6 aprilie 2001     |
| 5  | „The Vessel”            | Jimmy Kaufman                | Sam Egan                              | 13 aprilie 2001    |
| 6  | „Mona Lisa”             | Brad Turner                  | John Schulian                         | 20 aprilie 2001    |
| 7  | „Replica”               | Brad Turner                  | Sam Egan                              | 27 aprilie 2001    |
| 8  | „Think Like a Dinosaur” | Jorge Montesi                | James Patrick Kelly, Mark Stern       | 15 iunie 2001      |
| 9  | „Alien Shop”            | Peter DeLuise                | Pen Densham, Nora O'Brien             | 22 iunie 2001      |
| 10 | „Worlds Within”         | Brian Giddens                | Michael Sloan                         | 29 iunie 2001      |
| 11 | „In the Blood”          | Jorge Montesi                | Alan Brennert                         | 6 iulie 2001       |
| 12 | „Flower Child”          | Brad Turner                  | Jeffrey Hirschfield                   | 21 iulie 2001      |
| 13 | „Free Spirit”           | Brad Turner                  | Danny McBride                         | 28 iulie 2001      |
| 14 | „Mindreacher”           | Brad Turner                  | Naomi Janzen                          | 4 august 2001      |
| 15 | „Time to Time”          | James Head                   | Sam Egan                              | 11 august 2001     |
| 16 | „Abduction”             | Mario Azzopardi              | James Crocker                         | 18 august 2001     |
| 17 | „Rule of Law”           | Mike Rohl                    | Tracy Tormé, John-Michael Maas        | 25 august 2001     |
| 18 | „Lion's Den”            | Matt Hastings                | Matt Hastings                         | 8 septembrie 2001  |
| 19 | „The Tipping Point”     | Brent Clackson               | Jim Crocker                           | 15 septembrie 2001 |
| 20 | „Dark Child”            | Steve Anker                  | Michael Sloan                         | 4 ianuarie 2002    |
| 21 | „The Human Factor”      | Steve Aspis și Robert Habros | Grady Hall și A.E. van Vogt (poveste) | 11 ianuarie 2002   |
| 22 | „Human Trials”          | Brad Turner                  | Grady Hall și Brian Nohr              | 18 ianuarie 2002   |